# Un Aldo qualunque sul treno magico
Un Aldo qualunque sul treno magico è il nono album in studio (ed attualmente anche l'ultimo) dei Timoria, pubblicato il 5 aprile 2002.

## Descrizione
L'intero disco è anche la colonna sonora del film Un Aldo qualunque con Fabio De Luigi, Michele Bottini, Giuseppe Battiston, Silvana Fallisi, Manuela Ungaro, Neri Marcorè e lo stesso Omar Pedrini.
Il brano Casamia è stato presentato al Festival di Sanremo, dove si è piazzato all'ultima posizione nella sezione Campioni.
To Love Somebody è la reinterpretazione di un noto brano dei Bee Gees, pubblicato nel 1967. Un altro rifacimento è Symbolum '77, un canto liturgico della religione cattolica, composto appunto nel 1977 reinterpretato in versione rock.
Il disco riscontrerà poco successo e la band si scioglierà di lì a poco.

## Tracce
1. Casamia (testo: Omar Pedrini)
2. Non è divertente
3. To Love Somebody (testo: Barry Gibb e Robin Gibb)
4. Fresco
5. Il mare nella strada
6. Mr. Run
7. Atomic lovers
8. Lulù
9. Caimano
10. Un altro giorno (senza te)
11. Helena song
12. Vivo alla giornata
13. Alfafunk
14. Mark
15. Ciccintro
16. Symbolum '77 (testo: Pierangelo Sequeri)
17. L'attesa
18. Treno magico

## Formazione
- Davide "Sasha" Torrisi - voce, seconda chitarra
- Omar Pedrini - voce, chitarra e cori, percussioni in Alfafunk
- Carlo Alberto 'Illorca' Pellegrini - basso, cori, voce in To Love Somebody e Mr. Run
- Enrico Ghedi - tastiere e voce in Alfafunk
- Diego Galeri - batteria, cori
- Pippo Ummarino - percussioni

### Altri musicisti
- Lucia Tarì - voce femminile, cori
- Sara Morselli - voce in Un altro giorno (senza te)
- Manuela Ungaro - voce in Helena song
- Martino "El Greco" Pompili - chitarra in Alfafunk
- Pippo Guarnera - organo hammond in Treno magico
- Andy Pinetini - organo hammond in Atomic lovers e Alfafunk
- Sal Rosselli - sax in Lulù
- Carlo Boccadoro - wurlitzer in Non è divertente
- Andrea De Venuto - batteria in Alfafunk
- La compa di San Felice - cori e applausi in Treno magico [3]

## Classifiche
| Classifica (2002) | Posizione massima |
| ----------------- | ----------------- |
| Italia            | 24                |